# Gieboldehausen
Gieboldehausen er en by og kommune i det centrale Tyskland, beliggende under Landkreis Göttingen, i den sydlige del af delstaten Niedersachsen. Kommunen, der har omkring 4.100 indbyggere, er administrationsby i amtet samtgemeinde Gieboldehausen. Gieboldehausen er beliggende ved floden Rhume der er en biflod til Leine, omkring 22 km nordøst for Göttingen, og 15 km syd for Osterode am Harz. Den er en del af det historiske landskab Eichsfeld.

## Geografi
Kommunen ligger omkring 11 kilometer nord for Duderstadt ved nordenden af Untereichsfeldes. Byen er beliggende ved sammenløbet af Hahle og Rhume ved udkanten af landskabet Goldene Mark. Mod nord og øst findes højdedraget Rotenbergs (Heimkenberg 274 moh. og Kethanteichskopf: ca. 260moh.), mod sydøst begynder de nordlige udløbere af Hellberge (Lohberg: 228 moh.).
I kommunens nordlige del ligger naturområdet Naturschutzgebiet Rhumeaue / Ellerniederung / Gillersheimer Bachtal.
Nabobyer er Bilshausen, Hattorf am Harz, Rollshausen, Wollershausen, Wollbrandshausen og Rüdershausen.